# Phaea noguerai
Phaea noguerai är en skalbaggsart som beskrevs av Chemsak 2000. Phaea noguerai ingår i släktet Phaea och familjen långhorningar. Inga underarter finns listade i Catalogue of Life.